# Nederlandse kampioenschappen atletiek 1973
In 1973 werden de Nederlandse kampioenschappen atletiek gehouden op 14 en 15 juli op het Sportterrein aan de Zuidlarenstraat in Den Haag. De organisatie lag in handen van atletiekvereniging Sparta.
Terwijl het de eerste dag broeierig warm was, werd de tweede dag geteisterd door hevige regenval, waardoor de sintelbaan onbegaanbaar werd.

## Uitslagen

### 100 m
| rang   | atleet        | prestatie |
| ------ | ------------- | --------- |
| Goud   | Bert de Jager | 10,8 s    |
| Zilver | Louis Spek    | 11,0 s    |
| Brons  | Coen Jansen   | 11,1 s    |

| rang   | atlete          | prestatie |
| ------ | --------------- | --------- |
| Goud   | Elly van Lienen | 12,3 s    |
| Zilver | Lidy Makkinje   | 12,3 s    |
| Brons  | Joke Winkelman  | 12,4 s    |

### 200 m
| rang   | atleet        | prestatie |
| ------ | ------------- | --------- |
| Goud   | Bert de Jager | 21,6 s    |
| Zilver | Sammy Monsels | 21,6 s    |
| Brons  | Louis Spek    | 22,2 s    |

| rang   | atlete           | prestatie |
| ------ | ---------------- | --------- |
| Goud   | Trudy Wunderink  | 23,9 s    |
| Zilver | Mieke van Wissen | 24,3 s    |
| Brons  | Joke Winkelman   | 24,5 s    |

### 400 m
| rang   | atleet                | prestatie |
| ------ | --------------------- | --------- |
| Goud   | Toine van de Goolberg | 48,8 s    |
| Zilver | Ton Jillissen         | 49,5 s    |
| Brons  | Bert Kolman           | 49,8 s    |

| rang   | atlete             | prestatie |
| ------ | ------------------ | --------- |
| Goud   | Marianne Burggraaf | 56,4 s    |
| Zilver | Hilde Kooij        | 57,4 s    |
| Brons  | Thea Nieuwenhuizen | 58,0 s    |

### 800 m
| rang   | atleet              | prestatie |
| ------ | ------------------- | --------- |
| Goud   | Rijn van den Heuvel | 1.59,0    |
| Zilver | Bob Boverman        | 1.59,8    |
| Brons  | Rik Snoep           | 2.00,5    |

| rang   | atlete          | prestatie |
| ------ | --------------- | --------- |
| Goud   | Anneke de Lange | 2.07,4    |
| Zilver | Joke van Gerven | 2.09,2    |
| Brons  | Wilma Hillen    | 2.10,7    |

### 1500 m
| rang   | atleet | prestatie |
| ------ | ------ | --------- |
| Goud   |        |           |
| Zilver |        |           |
| Brons  |        |           |

| rang   | atlete               | prestatie |
| ------ | -------------------- | --------- |
| Goud   | Anneke de Lange      | 4.33,0    |
| Zilver | Joke van Gerven      | 4.34,5    |
| Brons  | Annie van de Kerkhof | 4.41,3    |

 * Finale niet gelopen, doordat alle finalisten zich terugtrokken, nadat twee van hen
als ‘telaatkomers’ door de organisatie waren uitgesloten. 

### 5000 m
| rang   | atleet             | prestatie |
| ------ | ------------------ | --------- |
| Goud   | Jos Hermens        | 14.13,2   |
| Zilver | John van de Wansem | 14.14,2   |
| Brons  | Piet Vonck         | 14.18,2   |

### 10.000 m
| rang   | atleet      | prestatie |
| ------ | ----------- | --------- |
| Goud   | Roelof Veld | 29.54,8   |
| Zilver | Piet Vonck  | 29.56,8   |
| Brons  | Cor Vriend  | 30.09,2   |

### 110 m horden/100 m horden
| rang   | atleet             | prestatie |
| ------ | ------------------ | --------- |
| Goud   | Hans Smeman        | 14,9 s    |
| Zilver | Roel Keus          | 15,2 s    |
| Brons  | Jan Willem Boogman | 15,7 s    |

| rang   | atlete           | prestatie |
| ------ | ---------------- | --------- |
| Goud   | Mieke van Wissen | 14,5 s    |
| Zilver | Mieke van Doorn  | 14,9 s    |
| Brons  | Ella Hoogendoorn | 15,1 s    |

### 400 m horden
| rang   | atleet       | prestatie |
| ------ | ------------ | --------- |
| Goud   | Frank Nusse  | 51,2 s    |
| Zilver | Wim Braaksma | 52,0 s    |
| Brons  | Jan Struijk  | 53,1 s    |

### 3000 m steeple
| rang   | atleet           | prestatie |
| ------ | ---------------- | --------- |
| Goud   | Roelof Veld      | 9.02,8    |
| Zilver | Cor Vriend       | 9.06,6    |
| Brons  | Chris Semplonius | 9.16,8    |

### Verspringen
| rang   | atleet         | prestatie |
| ------ | -------------- | --------- |
| Goud   | Ron van Wilgen | 7,08 m    |
| Zilver | Jan Drent      | 7,03 m    |
| Brons  | Roy Sedoc      | 6,98 m    |

| rang   | atlete             | prestatie |
| ------ | ------------------ | --------- |
| Goud   | Ella Hoogendoorn   | 5,87 m    |
| Zilver | Rola van Klaveren  | 5,67 m    |
| Brons  | Thea Nieuwenhuizen | 5,54 m    |

### Hink-stap-springen
| rang   | atleet           | prestatie |
| ------ | ---------------- | --------- |
| Goud   | Roy Sedoc        | 15,21 m   |
| Zilver | Max van der Does | 14,29 m   |
| Brons  | Jan Eversdijk    | 14,03 m   |

### Hoogspringen
| rang   | atleet       | prestatie |
| ------ | ------------ | --------- |
| Goud   | Ruud Wielart | 2,08 m    |
| Zilver | John Edens   | 2,00 m    |
| Brons  | Johan Bode   | 2,00 m    |

| rang   | atlete          | prestatie |
| ------ | --------------- | --------- |
| Goud   | Ria Ahlers      | 1,75 m    |
| Zilver | Annemieke Bouma | 1,70 m    |
| Brons  | Mieke van Doorn | 1,70 m    |

### Polsstokhoogspringen
| rang   | atleet           | prestatie |
| ------ | ---------------- | --------- |
| Goud   | Fred Schrijnders | 4,60 m    |
| Zilver | Hans Smeman      | 4,50 m    |
| Brons  | Ed de Noorlander | 4,40 m    |

### Kogelstoten
| rang   | atleet        | prestatie |
| ------ | ------------- | --------- |
| Goud   | Frits Wimmers | 15,41 m   |
| Zilver | Wim de Graaf  | 15,41 m   |
| Brons  | Cees van Wees | 15,21 m   |

| rang   | atlete          | prestatie |
| ------ | --------------- | --------- |
| Goud   | Elna Schalk     | 14,50 m   |
| Zilver | Marga Kortekaas | 13,09 m   |
| Brons  | Ria Stalman     | 12,43 m   |

### Discuswerpen
| rang   | atleet       | prestatie |
| ------ | ------------ | --------- |
| Goud   | Harry Zitzen | 52,42 m   |
| Zilver | Jan Beunder  | 48,60 m   |
| Brons  | Rob de Jong  | 47,58 m   |

| rang   | atlete       | prestatie |
| ------ | ------------ | --------- |
| Goud   | Ria Stalman  | 48,80 m   |
| Zilver | Diny Bom     | 41,52 m   |
| Brons  | Jolanda Zijl | 41,00 m   |

### Speerwerpen
| rang   | atleet          | prestatie |
| ------ | --------------- | --------- |
| Goud   | Piet Olofsen    | 64,76 m   |
| Zilver | Wim van Abcoude | 59,76 m   |
| Brons  | Math Simons     | 58,00 m   |

| rang   | atlete                 | prestatie |
| ------ | ---------------------- | --------- |
| Goud   | Lida Kuys              | 49,08 m   |
| Zilver | Elly van Beuzekom-Lute | 44,38 m   |
| Brons  | Carla Admiraal         | 42,04 m   |

1904 · 
1908 · 
1909 · 
1910 · 
1911 · 
1912 · 
1913 · 
1914 · 
1915 · 
1917 · 
1918 · 
1919 · 
1920 · 
1921 · 
1922 · 
1923 · 
1924 · 
1925 · 
1926 · 
1927 · 
1928 · 
1929 · 
1930 · 
1931 · 
1932 · 
1933 · 
1934 · 
1935 · 
1936 · 
1937 · 
1938 · 
1939 · 
1940 · 
1941 · 
1942 · 
1943 · 
1944 · 
1946 · 
1947 · 
1948 · 
1949 · 
1950 · 
1951 · 
1952 · 
1953 · 
1954 · 
1955 · 
1956 · 
1957 · 
1958 · 
1959 · 
1960 · 
1961 · 
1962 · 
1963 · 
1964 · 
1965 · 
1966 · 
1967 · 
1968 · 
1969 · 
1970 · 
1971 · 
1972 · 
1973 · 
1974 · 
1975 · 
1976 · 
1977 · 
1978 · 
1979 · 
1980 · 
1981 · 
1982 · 
1983 · 
1984 · 
1985 · 
1986 · 
1987 · 
1988 · 
1989 · 
1990 · 
1991 · 
1992 · 
1993 · 
1994 · 
1995 · 
1996 · 
1997 · 
1998 · 
1999 · 
2000 · 
2001 · 
2002 · 
2003 · 
2004 · 
2005 · 
2006 · 
2007 · 
2008 · 
2009 · 
2010 · 
2011 · 
2012 · 
2013 · 
2014 · 
2015 · 
2016 ·
2017 ·
2018 ·
2019 ·
2020 ·
2021 ·
2022 ·
2023 ·
2024 ·
2025